# Adolf Endler
Adolf Endler, né le 20 septembre 1930 à Düsseldorf (Allemagne) et mort le 2 août 2009 à Berlin (Allemagne), est un poète lyrique, essayiste et auteur de prose allemand qui a joué un rôle central dans les activités sous-culturelles qui ont attaqué et contesté un modèle dépassé de réalisme socialiste en République démocratique allemande jusqu'à l'effondrement du communisme (ou plutôt l’effondrement de régimes dits communistes d’Europe de l’Est) au début des années 1990.
Endler attire l'attention sur lui-même comme étant le « père de la scène littéraire d'opposition » à Prenzlauer Berg dans la partie est de Berlin. En 2005, il est nommé membre de la Deutsche Akademie für Sprache und Dichtung à Darmstadt.

## Biographie
Étant communiste, Endler déménage en Allemagne de l'Est en 1955 et étudie à l'Institut de littérature Johannes R. Becher de Leipzig de 1955 à 1957. Poète acclamé, il est très respecté en Orient et en Occident, mais en même temps est marginalisé et dégradé par les fonctionnaires du parti qui contrôlaient les champs de la pratique culturelle, conspiraient pour protéger leurs conceptions de l'esthétique, et allaient jusqu'à étendre leur influence sur la vie privée de l'écrivain.
Même si le réalisme socialiste s'était répandu dans la majeure partie de la vie culturelle de l'Europe de l'Est, il est sapé avec succès par des écrivains et des artistes comme Endler. Son défi impliquait d'ignorer les ordres des politiciens culturels et de trouver d'autres moyens de communiquer avec ses pairs. En 1978, il invente le terme Sächsische Dichterschule pour décrire le groupe d'écrivains allemands nés dans les années 1930 et influents dans les domaines de la poésie, tels que Karl Mickel, Heinz Czechowski, Sarah Kirsch et Volker Braun. Ce sentiment est partagé par Michael Hamburger, qui, avant que le groupe ne soit dénommé, applaudit ceux qui avaient été créatifs dans un environnement artistiquement hostile. Hamburger enregistre le trafic de correspondance entre les poètes individuels — un projet secret qui a maintenu les jeunes écrivains ensemble dans un état qui a favorisé l'exact opposé, c'est-à-dire l'isolement des déviants individuels. Son collègue en exil, l'Autrichien Erich Fried (Fried et Hamburger se sont exilés en Grande-Bretagne pendant le Troisième Reich de Hitler), documente certains de ces écrits pour la BBC dans sa critique de l'anthologie (1966).
Dans les années 1970, Endler reste résolument conflictuel. À la suite de l'expatriation de RDA de l'auteur-compositeur Wolf Biermann en 1976, Endler est expulsé de l'Association des écrivains de la RDA en 1979, après avoir déclaré sa solidarité avec son collègue précédemment réprimandé Stefan Heym. Tout au long des années 1980, il contribue à divers magazines underground de Berlin et de Leipzig.
Dans les années 1990, Adolf Endler se fait connaître d'un public plus large grâce à un volume de mémoires intitulé Tarzan am Prenzlauer Berg (Tarzan à Prenzlauer Berg) et, de 1991 à 1998, avec Brigitte Schreier-Endler, il organise les légendaires lectures « Orplid&Co. » au Café Clara à Berlin-Mitte. Adolf Endler meurt des suites d'une longue maladie.

## Travaux
- Erwacht ohne Furcht, poèmes, 1960
- Weg in die Wische, reportages et poèmes, 1960
- Das Sandkorn, poèmes, Mitteldeutscher Verlag, 1974/1976
- Die Kinder der Nibelungen, poèmes, 1964
- In diesem besseren Land, anthologie de poésie avec Karl Mickel, 1966
- Nackt mit Brille, poèmes, 1975
- Zwei Versuche, sur la Géorgie, récit de voyage, 1976
- Verwirrte klare Botschaften, poèmes, 1979
- Nadelkissen, prose, 1980
- Akte Endler. Gedichte aus 30 Jahren, 1981/1988
- Tarzan am Prenzlauer Berg, journal intime, 1984
- Ohne Nennung von Gründen, prose, 1985
- Schichtenflotz, prose, 1987
- Nächtlicher Besucher, in seine Schranken gewiesen. Eine Fortsetzungszüchtigung, Berlin : Berliner Handpresse, 1989. Göttingen : Wallstein, 2008,  (ISBN 978-3-8353-0331-7)
- Vorbildlich schleimlösend, prose, 1990
- Den Tiger reiten, essais, 1990
- Die Antwort des Poeten, roman, 1992
- Tarzan am Prenzlauer Berg. Sudelblätter 1981–1993, Leipzig : Reclam Leipzig, 1994,  (ISBN 3-379-01565-2)
- Warnung vor Utah, Reisebuch, 1996
- Der Pudding der Apokalypse. Gedichte, 1963–1998, Frankfurt/Main : Suhrkamp, 1999,  (ISBN 3-518-41056-3)
- Trotzes halber, poèmes, 1999
- Das Greisenalter, voilà, 2001
- Schweigen Schreiben Reden Schweigen. Reden, 1995–2001, Frankfurt/Main, Suhrkamp, 2003,  (ISBN 3-518-12299-1)
- Uns überholte der Zugvögelzug. Alte und neue Gedichte, UN ART IG, Aschersleben, 2004,  (ISBN 3-9808479-8-5)
- Nebbich. Eine deutsche Karriere, Göttingen : Wallstein, 2005,  (ISBN 3-89244-839-6)
- Krähenüberkrächzte Rolltreppe. Neunundsiebzig kurze Gedichte aus einem halben Jahrhundert, Göttingen : Wallstein, 2007  (ISBN 978-3-8353-0165-8)
- Nächtlicher Besucher, in seine Schranken gewiesen. Eine Fortsetzungs-Züchtigung, Göttingen : Wallstein, 2008,  (ISBN 3-8353-0331-7) (editierte Neuauflage)

## Prix littéraires
- 1978 : Literatur-Förderpreis zum Kunstpreis der Akademie der Künste West-Berlin (Académie des Arts, Berlin-Ouest)
- 1990 : Heinrich-Mann-Preis der Akademie der Künste Ost-Berlin (Académie des arts de Berlin-Est) – avec Elke Erb
- 1994 : Brandenburgischer Literaturpreis
- 1995 : Kritikerpreis der SWF-Bestenliste (Prix de la critique du classement SWF)
- 1995 : Prix Frères Grimm de la Ville de Hanau
- 1996 : Rahel Varnhagen von Ense-Medaille – avec Brigitte Schreier-Endler
- 1998 : Ehrengabe der Deutschen Schillerstiftung (Fondation allemande Schiller)
- 2000 : Prix Peter-Huchel
- 2000 : Prix de Littérature de la Ville de Brême
- 2001 : Bundesverdienstkreuz 1re classe
- 2003 : Prix Hans-Erich Nossack
- 2008 : Prix Rainer Malkowski conjointement avec Kurt Drawert